# Чучукало Василь Данилович
Васи́ль Дани́лович Чучука́ло (12 березня 1905 , Лихоліти, Золотоніський повіт, Полтавська губернія, Російська імперія  — 30 червня 1963 , Київ ) — український радянський партійний діяч. Депутат Верховної Ради УРСР 1-го (з 1940 року) скликання. Член ЦК КП(б)У (січень 1949 — вересень 1952). Депутат Верховної Ради СРСР 3-го скликання.

## Біографія
Народився 12 березня 1905 року в родині селянина-середняка в селі Лихоліти Полтавської губернії, тепер Черкаської області. З 1922 року працював завідувачем хати-читальні в рідному селі.
У 1923 році вступив до комсомолу, працював організатором наймитів. У 1923 році навчався у Золотоніській професійній агрошколі, але навчання не закінчив через матеріальну скруту і повернувся в рідне село, де знову працював організатором наймитів і уповноваженим Золотоніської районної професійної спілки робітників землі і лісу.
З 1925 року — голова правління Ковалівської районної професійної спілки робітників землі і лісу, на керівній комсомольській роботі в Ковалівському районі Прилуцького округу.
Член ВКП(б) з 1926 року.
Працював головою Бирловської районної ради професійних спілок Прилуцької округи, обирався секретарем партійного осередку Кононівського бурякорадгоспу, 85-го Грабарівського державного млина, Ліновицького цукрокомбінату Прилуцької округи. Працював інструктором Прилуцького районного комітету КП(б)У, секретарем і заступником голови Прилуцької районної Контрольної Комісії — Робітничо-Селянської Інспекції в Чернігівській області.
У 1933–1936 роках — студент Всесоюзного комуністичного сільськогосподарського інституту імені Сталіна в Ленінграді.
Після завершення інституту працював заступником директора машинно-тракторної станції з політичної частини в Чернігівській області.
З 1937 по січень 1939 року — 1-й секретар Бобровицького районного комітету КП(б)У Чернігівської області.
У січні — листопаді 1939 року — 3-й секретар Сумського обласного комітету КП(б) України.
З 23 вересня по жовтень 1939 року — голова Тимчасового міського управління міста Станіслава, потім голова Тимчасового міського управління міста Луцька.
У листопаді 1939 — червні 1941 року — 2-й секретар Ровенського обласного комітету КП(б) України.
24 березня 1940 року обраний депутатом Верховної Ради УРСР по Костопільського виборчому округу № 348 Ровенської області.
У червні — липні 1940 року — відряджений у Північну Буковину, працював 1-м секретарем Хотинського повітового комітету КП(б)У Північної Буковини.
З липня 1941 по лютий 1943 року — в Червоній армії, учасник німецько-радянської війни. Служив військовим комісаром Автобронетанкового управління Південно-Західного і Воронезького фронтів, уповноваженим Військової ради Сталінградського фронту.
У вересні 1943 — 27 грудня 1945 року — виконувач обов'язків 1-го секретаря Сумського обласного комітету КП(б)У, 1-й секретар Сумського обласного комітету КП(б) України. У грудні 1945 року «відкликаний у розпорядження ЦК КП(б)У».
З травня по листопад 1946 року — 2-й секретар Ровенського обласного комітету КП(б) України.
З листопада 1946 року — слухач Вищої партійної школи при ЦК ВКП(б) у Москві.
12 січня 1949 — 12 лютого 1951 року — 1-й секретар Ровенського обласного комітету КП(б) України. Одночасно 27 травня 1949 — 30 січня 1950 року — 1-й секретар Ровенського міського комітету КП(б)У.
У лютому 1951 року — інспектор ЦК КП(б)У.
17 лютого 1951 — 4 квітня 1952 року — 1-й секретар Львівського обласного комітету КП(б) України.
У квітні 1952 — квітні 1953 року — начальник Переселенського управління при Раді Міністрів Української РСР.
З квітня 1953 по 1955 рік — начальник Переселенського (з січня 1954 року — Головного переселенського) управління Міністерства сільського господарства і заготівель Української РСР.
У 1955 — червні 1963 року — начальник відділу контролю за господарським і трудовим облаштуванням переселенців, евакуйованих, репатріантів і реемігрованих громадян Головного управління організованого набору робітників та переселення при Раді Міністрів Української РСР.
Помер 30 червня 1963 року в Києві.

## Нагороди
- ордени
- медалі